# Literatura turecka

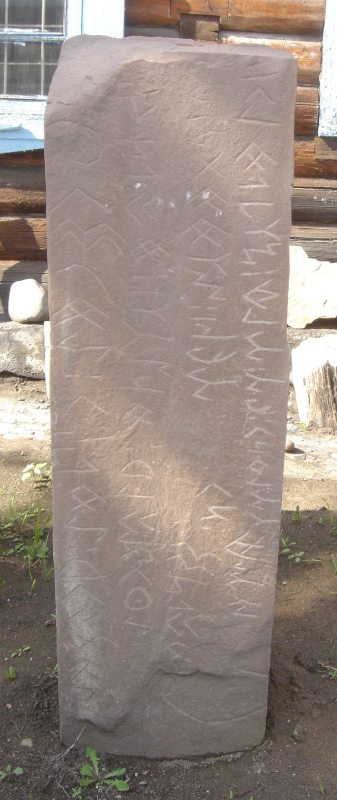
Orchońska inskrypcja w mieście Kyzył w Tuwie

Literatura turecka – teksty mówione (twórczość ustna) i pisane w języku tureckim w jego formie współczesnej oraz w języku osmańskotureckim, stanowiącym podstawę starszego piśmiennictwa tureckiego.
Dzieje literatury tureckiej obejmują okres niemal 15 wieków. Najstarszymi zapisami tekstów tureckich są ryte w kamieniu inskrypcje zapisywane pismem orchońskim, odnalezione w dolinie rzeki Orchon w środkowej Mongolii i datowane na VIII w. n.e. W IX i X w. wśród koczowniczych tureckich ludów Azji Środkowej ukształtowała się tradycja ustnej epiki, która zaowocowała powstaniem wśród Oguzów cyklu opowieści zgromadzonych w Księdze Dede Korkuta oraz eposu Manas wśród przodków dzisiejszych Kirgizów.

## Podział literatury tureckiej
- Według kryterium ogólnego:
  - Literatura przed przyjęciem islamu
  - Literatura po przyjęciu islamu
  - Klasyczna – dworska
  - Zakonna – religijna
  - Ludowa
  - Współczesna

- Według pisma:
  - Alfabet arabski
  - Alfabet turecki
  - Alfabet runiczny
  - Alfabet ujgurski
  - Alfabet manichejski

- Według rodzaju:
  - Literatura piękna
  - Literatura naukowa
  - Historiografia
  - Literatura geograficzna

- Według czynników geograficznych:
  - Literatura Azji Środkowej
  - Literatura półwyspu Anatolijskiego

### Periodyzacja literatury anatolijskiej
1. Staroanatolijska
  1. Turecka staroanatolijska
  2. Osmańska:
    1. okres klasyczny 1453–1600
    2. okres poklasyczny 1600–1859
2. Literatura wieku XVIII
3. Literatura wieku XIX
4. Literatura okresu reform
5. Literatura współczesna nowożytna

## Literatura przed przyjęciem islamu
Najstarsze pisane zabytki ludów tureckich pochodzą z VII wieku n.e. Posługiwano się wówczas pismem runicznym rytym lub kutym na płytkach kamiennych, kamieniach, rzadziej na przedmiotach metalowych (misy, czarki, kubki itp.). Zabytki literackie spisane w runach obejmują prozę i poezję, a ich treść stanowią epitafia, mowy i hymny pochwalne, lamenty, ważniejsze wydarzenia z dziejów plemion i bohaterskie czyny jego wodzów. Wiele inskrybowanych płyt, kamieni i przedmiotów znaleziono nad rzekami Ochron i Jenisej, stąd zwane są one zwykle zabytkami orchowskimi lub jenisejskimi. Najbardziej znanymi zabytkami orchowskimi są tablice sporządzone dla władców państwa Turków Orchońskich Köl-tegina (zm. 731 r.) i jego brata Bilge-kagana (zm. 734 r.) oraz Tonjukuka (napis sporządzony w 712-716) Napis na cześć Köl-tegina jest dwujęzyczny, turecko-chiński.
- Zabytki ujgurskie
  - teksty ujgursko-manichejskie (elementy buddyzmu i machizmu) przykład – modlitwa „Chmastuarif” – wyznanie grzechu, zapisana w j. urgujskim
  - hymny manichejskie
  - teksty ujgursko–buddyjskie – wyznanie grzechu, teksty magiczne, najsłynniejsza sutra „Złotego blasku”
  - teksty ujgursko–nestoriańskie
  - bajki i opowiadania ludowe (np. o sroce i czarodziejskich darach).

## Literatura po przyjęciu islamu
- Mahmud al-Kaszgari, XIII wiek, znał j. arabski, perski i turecki; podróże naukowe; dzieła:
  - Dywan j. tureckich
  - Kompendium dialektów tureckich
  - Zestaw leksyki dialektów j. tureckiego
  - Szkicowe omówienie i rozmieszczenie j. tureckiego
  - Informacje z zakresu fonetyki historycznej i gramatyki tychże języków
  - Materiał dotyczący dziejów, geografii, gramatyki i etnografii
  - Najstarsza turecka mapa świata

Literatura karachanidzka

Jej przykładem jest poemat Mądrość przynosząca szczęście z XII wieku w j.ujgursko-karłuckim, który powstał w 1069 roku, napisany przez Jusufa Balasaghuniego. Utwór jest poematem dydaktycznym i obejmuje 6502 wierszy podzielonych na 72 rozdziały. Do naszych czasów zachowały się 3 rękopisy.
Literatura kipczacko–chorezyjska

Z XIV wieku pochodzi „Historia Proroków”, „Historia Rabguzjego”. Składa się ona z: krótkiego wstępu, rozdziału poświęconego stworzeniu świata, opowiadań o prorokach związanych z muzułmańską tradycją oraz zakończenia.
Literatura kipczacka

Przykładem może być Codex Cumanicus z XIV wieku w j. kipczackim – zachowała się kopia z tamtego okresu. Treść wiąże się z działalnością kościoła, gramatyką i tekstami religijnymi.

## Literatura mistyczna
Na terenie Anatolii literatura mistyczna istniała od XIII do XX wieku. Literatura mistyczna przekazywała więcej treści, głębi, bardziej dotyczyła życia codziennego.
- Aszyk – wędrowny mistyk, wypił cudowny napój
- Ahmed Yesevi – w XII w. pierwszy mistyk z Azji Środkowej

- sufizm – ruch w islamie, którego nazwa pochodzi od słowa suff – wełna; symbol pokoju, poświęcenie spraw mniej ważnych;
- asceza duchowa – kto poznał sam siebie, poznał Boga;
- Sama Dikr – wspomnienie imienia Boga.

### Bractwa religijne
Pierwsze bractwo sufickie tworzyli rzemieślnicy. Początkowo uznawane za herezje, później zaczęło przyciągać tłumy. Każde bractwo posiadało własny strój i barwę. Bractwo normowała hierarchia.
- Bractwo MEVLEVICI – bractwo tańczących derwiszów.

Przedstawiciel: Sułtan Veled – w 1284 objął kierownictwo nad zakonem, rozbudował go.

„Księga początku”. „Księga Luthi„ – 162 wiersze tureckie. „Dywan” – gazele tureckie. Charakterystyczne są powtórzenia wersów lub ich części.
- Bractwo BABAI – wywodzi się z Azji Środkowej, powstania o charakterze religijno – pokojowym.

Przedstawiciel: Yunus Emre- ur. ok. 1240, zm. 1320,
„Księga dobrych rad”, „Dywany”- wiersze pisane aruzem, gazele; „Hymny”- rytmika sylabiczna; „Traktaty”
Element filozoficzne-etyczno – mistyczne rozumienie świata
Element narodowy – język, rytmika, forma, styl
Przyczyny popularności poety – twórczość była przejrzysta i dźwięczna, obrazy wzięte z życia, głębia. Tematyka: życie i śmierć, ukochanie wszystkiego, kult człowieczeństwa, codzienne życiowe zawody i rozgoryczenia.
- Bractwo HURUFIZM – kierunek suficzny powstał na bliskim Wschodzie w okolicach Bagdadu. Główne idee – powstanie wszechświata i człowieka stanowi materia, a nie duch. Metafizyczne znaczenie nadawane literom i liczbom. W literach widziano Boga. Istota człowieka jest boska. Zasięg: Azerbejdżan – Persja – Anatolia – Rumelia

Przedstawiciel: Nesimi ur. 1369/70 w pobliżu Bagdadu, ucieka do Anatolii. Poezja liryczna, piękna. Został osadzony w więzieniu. W 1404 pozbawiony życia (obdarcie ze skóry za ogłoszenie się bogiem).

Suleymal Celebi ur. w II poł. XIV wieku – „Mevlud” – narodziny proroka, własne przeżycia autorów, często anonimowy. Dorobiono melodie, śpiewany przy śmierci kogoś bliskiego. Składa się z 6 rozdziałów i 18 cykli. Poemat zaczyna się pochwałą bogu i jego istoty.

## Klasyczny okres literatury osmańskiej (1453–1600)
Okres największej świetności – 1453 – zdobycie Konstantynopola

Fuzuli – „Haszysz i wino” („Beng u bade”), okolice Azerbejdżanu

## Literatura ludowa
Literatura ludowa – epopeja ustna, liryczna, rzadko zapisywana, tworzona w celu integracji wspólnoty, zachowania tradycji i dla rozrywki.
- „Księga Dede Koruta” – epos o początkach ludów tureckich.
- „Ogozname” – epos z terenów Anatolii
- „Korglu”– epos o synu ślepca
- „Daniszmendname”, Arif Ali – opowieść historyczna, romans rycerski. Bohaterowie: Melik Daniszmend, Artuhi i Efromija, akcja powieści X/XI wiek – okres podboju Azji Mniejszej przez plemiona tureckie. Melik był założycielem dynastii Daniszmendydów, która odegrała ważną rolę w turkizacji Anatolii w XII i XIII wieku

Prozą zapisywane były relacje przygód i mniej ważne dialogi, natomiast wierszem przemowy głównych bohaterów oraz wplecione w narrację pieśni.
Do gatunków ludowych należą:
- przysłowia – myśl wyrażona jest w formie dwóch paralelnie zbudowanych zdań. Występuje równa lub prawie równa ilość zgłosek, jednakowy rozkład głosek akcentowanych. Rym końcowy gramatyczny. Występuje aliteracja międzywierszowa lub międzywyrazowa.
- zagadki
- facecje – krótkie opowiadania, o charakterze metaforycznym, z puentą na końcu.

### Bajki
Do literatury ludowej zaliczamy również bajki – opowiadane prozą, o dominującym elemencie fantastyki.

Typy bajek:
- zwierzęca
- fantastyczna
- realistyczna
- łańcuszkowa

Części składowe bajki:
- tekerleme – prędkie mówienie
- przedstawienie bohaterów
- bajka właściwa
- zakończenie

### Teatr ludowy
Teatr ludowy, czyli Karagoz (czarne oko), turecki teatr cieni. Rekwizyty: wycinane szablony z pergaminu lub wielbłądziej skóry, jednoczęściowe lub składające się z kilku segmentów, ekran z batystu lub jedwabiu, od wewnętrznej strony ekranu – lampki oliwne lub świece.
- Czas prezentacji – codziennie w ciągu miesiąca Ramadan, jego celem było rozweselenie, wywołanie śmiechu.
- Tematyka – teatr realistyczny, ściśle związany z życiem państwa osmańskiego. Teatr cieni jest lustrem, w którym odbija się świat.
- Postacie:
  - Karagys – wesoły, śmieszny przedstawiciel ludu, mówiący prostym językiem
  - Hacivat – dystyngowany i wyniosły, wypowiadał się rymowaną prozą, używał niezrozumiałego słownictwa
  - Żyd – handlarz lub lichwiarz, ubrany w długi czarny płócienny kaftan i kapelusz, postać chytra, złośliwa i przebiegła.
  - Arab – handlarz słodyczy, kawy lub podróżnik, symbol głupoty lub przewrotności
  - ponadto: Europejczyk, Albańczyk, Pers, Ormianin
- Elementy przedstawienia:
  - wprowadzenie
  - prolog
  - dialog
  - sztuka właściwa

## Pary sławnych kochanków w literaturze tureckiej
- Mehmed, Księga miłości z XIV wieku stanowi przykład zmian, jakie zachodziły w obyczajach w XI wieku. Postacie utworu: królewska para kochanków, Femulu, Huma- chrześcijanka.

Motyw: bezlitosnego władcy, jabłka, przebieranie i ukrywanie w beczkach, skrzyniach, zakochiwania się na odległość, walka z dzikimi bestiami. Ważnym tematem jest rozłąka, miłość, radość ze spotkania. Symbole: drogie kamienie, drzewa, ptaki, perły, litery alfabetu arabskiego.
- Seyyed Hamza – poeta wszechstronny, pieśni religijne, hymny ku czci proroka. „Yusuf u Zuleyha”
- Hoca Mesud – „Suheyl u Nevbahar”. Podjął niedokończone dzieło, stworzył poemat o tematyce miłosnej.
- Ahmedi – „Censid u Hursid”. W roku 1403 napisał drugi poemat, tłumaczony z języka perskiego, dodał wstawki, własne przeżycia, ozdobił go.
- Hamdi – „Lala u Macnun”. Treść poematu: miłość młodego araba, rodząca się w szkole, zakochani starają się ją ukryć. Rodzice zabierają córkę ze szkoły i zamykają w domu. Młodzieniec udaje się na pustynię, Lala zostaje wydana za mąż za jakiegoś dowódcę.